# Gregory Poppen
Gregory Poppen est un scénariste, acteur et réalisateur américain né le 30 juillet 1963 à Los Angeles, Californie (États-Unis).

## Filmographie

### comme scénariste
- 1997 : Boys Will Be Boys (TV)
- 1999 : Arthur's Quest (TV)
- 1999 : The Prince and the Surfer
- 2000 : Little Insects
- 2000 : Ticket gagnant (The Million Dollar Kid)
- 2002 : ESPY Awards (TV)
- 2003 : ESPY Awards (TV)
- 2004 : The Karate Dog
- 2004 : ESPY Awards (TV)
- 2004 : P'tits Génies 2 (SuperBabies: Baby Geniuses 2)
- 2005 : ESPY Awards (TV)
- 2005 : Cingular ABC Sports All-America Team (TV)
- 2006 : ESPY Awards (TV)

### comme acteur
- 1997 : Boys Will Be Boys (TV) : Mike
- 1999 : Arthur's Quest (TV) : Alley Thug
- 1999 : The Prince and the Surfer : Bodybuilder
- 2000 : Little Insects : Prince Dando (voix)
- 2000 : Ticket gagnant (The Million Dollar Kid) : Bingo Announcer

### comme réalisateur
- 2005 : Cingular ABC Sports All-America Team (TV)